# Francesco Spinelli (politico 1922)
Francesco Spinelli (Bari, 20 maggio 1922 – 31 ottobre 2009) è stato un politico italiano.

## Biografia
Fin dall'età di diciassette anni partecipa alla lotta antifascista. Il 1º maggio 1941 fu fermato dalla polizia in occasione della prima manifestazione antifascista nella zona di Bari. Nel 1944 partecipò al Congresso antifascista di Bari.
Laureato in medicina e chirurgia nel 1946 presso l'Università di Bari, vince nel 1951 il concorso pubblico di medico dell'INAIL.
Sul fronte dell'attività politica, dal 1961 al 1966 è stato consigliere comunale del Partito Socialista Italiano a Foggia. Contemporaneamente fu membro del Direttivo e dell'Esecutivo della Federazione Provinciale oltre che membro dell'Esecutivo regionale di Puglia del PSI.
Fino al 1966 presta servizio presso la sede INAIL di Foggia, da dove viene trasferito a Roma; dal 1967 al 1978 è direttore medico responsabile del C.T.O. (Centro Traumatologico Ortopedico) della Garbatella di Roma. Nel frattempo ultima gli studi specialistici, conseguendo la specializzazione in Medicina Legale, in radiologia, in igiene e tecnica ospedaliera e nel 1969, consegue la libera docenza in Medicina Legale.
A Roma riprese la sua attività politica da militante di base presso la sezione Garbatella di cui diventa, in seguito, membro del Direttivo. Nella stessa epoca collabora alla sezione "Sanità e sicurezza Sociale" della direzione, assolvendovi la funzione di vice responsabile dal '70 al '72. Il suo nome è legato alle vicende della riforma sanitaria, per la quale ha contribuito a delineare i contenuti innovativi. Dal 1973 è membro del direttivo e dell'esecutivo regionale del PSI del Lazio.
Al 40º congresso del PSI è eletto membro del Comitato Centrale. Dal 1978 è segretario regionale del Lazio, contribuendo al rinnovamento del partito e alla risoluzione dei più importanti problemi della regione e dallo stesso anno è Sovrintendente Sanitario dell'ENTE Ospedaliero Regionale (EUR-Garbatella). 
Alle elezioni politiche del 1979 viene eletto alla Camera dei Deputati: durante la legislatura ricopre il ruolo di Sottosegretario al Ministero di Grazia e Giustizia nel Governo Cossiga II e nel Governo Forlani e poi quello di Sottosegretario all'Interno nei due governi Spadolini e nel governo Fanfani V. Nell'estate 1983 conclude la propria esperienza parlamentare.
Morì il 31 ottobre 2009, all'età di 87 anni.
Fu autore di circa 70 pubblicazioni, con particolare attenzione ai problemi del lavoro, della medicina sociale ed a quelli socio-sanitari delle comunità locali. Sua la frase: "il medico è un operatore sociale". Ha partecipato a molti dibattiti anche in sede televisiva e si è fatto promotore del movimento "Nuova Medicina" che ha creato le premesse di un nuovo modo di gestire la medicina sociale.